# Mario Lega
Mario Lega (* 20. Februar 1949 in Lugo Di Romagna (RA)) ist ein ehemaliger italienischer Motorradrennfahrer.
In der Saison 1977 gewann er auf Morbidelli den Weltmeistertitel in der 250-cm³-Klasse der Motorrad-Weltmeisterschaft.

## Karriere
Mario Lega debütierte auf Yamaha beim 350-cm³-Lauf um den Grand Prix der Nationen im Jahr 1973 in der Motorrad-Weltmeisterschaft. Bis 1975 bestritt er für den japanischen Hersteller in verschiedenen Klassen insgesamt nur sieben Grand-Prix-Rennen, ein zweiter Platz beim Großen Preis der Nationen im Jahr 1974 in der 350-cm³-Klasse war dabei sein bestes Ergebnis.
In die Saison 1977 startete der Italiener als Privatfahrer auf Yamaha. Nachdem sich Landsmann und Morbidelli-Werksfahrer Paolo Pileri bei einem Unfall am Salzburgring verletzt hatte, wurde Mario Lega ab dem Nationen-Grand-Prix in Monza als dessen Ersatzmann sowohl für die 250er- als auch für die 350er-Klasse verpflichtet. In Monza errang er in beiden Klassen Rang zwei. Beim Großen Preis von Jugoslawien feierte Lega in der 250-cm³-Klasse den einzigen Grand-Prix-Sieg seiner Karriere, außerdem gelangen ihm noch ein weiterer zweiter und zwei dritte Plätze bei den 250ern. Am Saisonende gewann der Italiener mit 85 Punkten den 250-cm³-WM-Titel und verwies seine Landsleute Franco Uncini und Walter Villa, beide auf Harley-Davidson, auf die Plätze zwei und drei.
In der Saison 1978 bestritt Lega für Morbidelli wiederum die 250-cm³-Weltmeisterschaft, war aber nicht in der Lage, seinen Titel zu verteidigen. Seine besten Resultate waren zwei dritte Plätze, mit 44 Zählern belegte er Rang sieben in der Gesamtwertung. Am Ende der Saison zog sich der Italiener aus der Weltmeisterschaft zurück.
Im folgenden Jahr nahm Lega noch an einigen kleineren Rennen teil und bestritt für Ducati zusammen mit Víctor Palomo das 24-Stunden-Motorradrennen von Le Mans. Am Saisonende 1979 beendete Mario Lega seine aktive Karriere endgültig.
Insgesamt nahm Mario Lega in seiner Karriere an 27 Grand-Prix-Rennen teil und konnte dabei einen Sieg sowie insgesamt neun Podiumsplatzierungen feiern.

## Statistik

### Erfolge
- 1974 – Italienischer 350-cm³-Meister auf Bimota-Yamaha
- 1977 – Italienischer 350-cm³-Meister auf Yamaha
- 1977 – 250-cm³-Weltmeister auf Morbidelli

### In der Motorrad-Weltmeisterschaft
| Saison | Klasse  | Motorrad   | Rennen | Siege | Zweiter | Dritter | Poles | Schn. Runden | Punkte | Ergebnis    |
| ------ | ------- | ---------- | ------ | ----- | ------- | ------- | ----- | ------------ | ------ | ----------- |
| 1973   | 250 cm³ | Yamaha     | 2      | –     | –       | –       | –     | –            | 9      | 22.         |
| 1973   | 350 cm³ | Yamaha     | 1      | –     | –       | –       | –     | –            | 3      | 36.         |
| 1973   | 500 cm³ | Yamaha     | 1      | –     | –       | –       | –     | –            | 4      | 34.         |
| 1974   | 350 cm³ | Yamaha     | 1      | –     | 1       | –       | –     | –            | 12     | 17.         |
| 1975   | 250 cm³ | Yamaha     | 1      | –     | –       | –       | –     | –            | 5      | 26.         |
| 1975   | 350 cm³ | Yamaha     | 1      | –     | –       | –       | –     | –            | 4      | 32.         |
| 1977   | 250 cm³ | Morbidelli | 10     | 1     | 2       | 2       | –     | –            | 85     | Weltmeister |
| 1977   | 350 cm³ | Morbidelli | 1      | –     | 1       | –       | –     | –            | 12     | 19.         |
| 1978   | 250 cm³ | Morbidelli | 8      | –     | –       | 2       | –     | –            | 44     | 7.          |
| 1978   | 350 cm³ | Rieju      | 1      | –     | –       | –       | –     | –            | 1      | 27.         |
| Gesamt | Gesamt  | Gesamt     | 27     | 1     | 4       | 4       | 0     | 0            | 199    |             |

## Verweise